# Pristimantis carmelitae
Pristimantis carmelitae är en groddjursart som först beskrevs av Alexander Grant Ruthven 1922.  Pristimantis carmelitae ingår i släktet Pristimantis och familjen Strabomantidae. IUCN kategoriserar arten globalt som otillräckligt studerad. Inga underarter finns listade i Catalogue of Life.